# 私設私書箱
私設私書箱（しせつししょばこ）は、郵便物や荷物の受け取りを代行するサービス業をさす用語。民間私書箱と言うこともある。

## 概要
郵便局の私書箱の利用には制約が多いのに対して、民間の業者が経営する私設私書箱は所定の料金を支払えば利用が可能である。私書箱業者の所在地に郵便物などが配達されれば、それを業者に預かってもらって、後で利用者が取りにいったり、指定の住所へ転送してもらったりというシステムである。
郵便局の私書箱にないメリットとしては、実住所と変わらないような表記である点、書留、小包、宅配便なども受け取れる点、業者によっては貯まった物を受取所まで配達してもらえる点などである。なお、一部の業者では、郵便物の会員別の振り分けのため、あて先に部屋番号のような細かい数字が付く場合があり、それが発送元に不審感を与える場合もある（検索をすると場所は雑居ビルの一室や民間のOAショップという事がすぐに分かる。その先は追跡出来ない）。その場合、実際に「箱」があるようなタイプが私書箱ナンバーがつく場合が多い。
事業用に特化した形で、バーチャルオフィスというサービス名称で事業用の住所連絡先を貸与するサービスも出てきているが、このサービスの場合は私書箱番号が振られない等の配慮がなされている事が多い。
このサービスを単独で行なう業者も多いが、電話代行と兼業する業者も多い。特に事業用に特化したサービスでバーチャルオフィスと呼ばれるサービスがレンタルオフィス業者を中心に近年増加している。
今までは、比較的小規模な企業が、雑居ビルやオフィスビルの一室を借りて私設私書箱サービスを提供する場合が多かったが、東日本旅客鉄道（JR東日本）グループの企業が2006年（平成18年）秋に東京駅構内で私設私書箱サービスを開始するなど、今後は都市部に駅を持つ大手私鉄や地下鉄などの鉄道事業者の私設私書箱への参入が予想される。

## 法規制への動き
警察庁・経済産業省・総務省は｢犯罪による収益の移転防止に関する法律（犯罪収益移転防止法）｣を2008年（平成20年）より施行し、私設私書箱事業者（正確には｢郵便物受取サービス業者｣）に対しても、以下の4点を義務づけることとした。
- 本人確認
- 本人確認記録の作成・保管
- 取引記録等の作成・保管
- 疑わしい取引の届出

上記の義務違反に対する是正命令違反による業者の摘発例は、約70件・被害総額計約2億4600万円の特殊詐欺事件で使われた東京都新宿区内のビルの一室の私設私書箱の運営者である東京都杉並区の20代の男性が2011年9月に経済産業大臣から本人確認を徹底する是正命令を拒否したとして2012年11月に逮捕され、罰金30万円の略式命令を受けたのが初めてである。